# Região dos Andes da Venezuela

A região andina na Venezuela (em vermelho), a oeste do mapa.

A Região Andina é uma das 10 regiões administrativas na Venezuela, que foi dividida para o seu desenvolvimento. A região é composta dos estados de Mérida, Táchira, Trujillo e Barinas; a região está localizada (straddling) a Cordilheira dos Andes. Exceto para as populações dos Llanos orientais em Barinas, os nativos da região são normalmente referidos como "gochos"